# بولينا تزيكوفا
بولينا تزيكوفا مواليد 30 أبريل 1968 في بلفن، هي لاعبة كرة سلة بلغارية. بدأت مسيرتها الاحترافية في سنة 1987. تم اختيارها من قبل فريق هيوستن كومتز خلال الدرافت. اعتزلت اللعب في 2009. لعبت مع نادي ليبرتاس تروجيلوس لكرة السلة وهيوستن كومتز.

## روابط خارجية
- بولينا تزيكوفا على موقع الاتحاد الدولي لكرة السلة (الإنجليزية)
- بولينا تزيكوفا على موقع الاتحاد الوطني لكرة السلة النسائية (الإنجليزية)
- بولينا تزيكوفا على موقع كرة السلة الأوروبية.كوم (الإنجليزية)
- بولينا تزيكوفا على موقع بروبوليرز (الإنجليزية)
- بولينا تزيكوفا على موقع سبورتس رفرنس (الإنجليزية)
- بولينا تزيكوفا على موقع سبورتس رفرنس (الإنجليزية)
- بولينا تزيكوفا على موقع اللجنة الأولمبية الدولية (الإنجليزية)
- بولينا تزيكوفا على موقع أوليمبيديا (الإنجليزية)